# Szergej Vlagyilenovics Ponomarenko
Szergej Vlagyilenovics Ponomarenko (oroszul: Сергей Владиленович Пономаренко; 1960. október 6. –) szovjet-orosz műkorcsolyázó, az Egyesített Csapat színeiben 1992 olimpiai bajnoka jégtáncban. Társa, egyben felesége Marina Klimova volt.
Ponomarenko háromszoros világbajnok, négyszeres Európa-bajnok, ezenkívül ő és Klimova az egyetlen jégtáncosok, akik mindhárom érmet megnyerték az olimpián.
Klimova és Ponomarenko 1984-ben házasodtak össze, két fiuk van, Tim és Anthony. Jelenleg Kaliforniában élnek, és utánpótláskorú műkorcsolyázók felkészítésével foglalkoznak.
2000-ben bekerültek a Műkorcsolya Hírességek Csarnokába.

## Eredményei
| Esemény               | 1983 | 1984 | 1985 | 1986 | 1987 | 1988 | 1989 | 1990 | 1991 | 1992 | 1995 | 1996 |
| --------------------- | ---- | ---- | ---- | ---- | ---- | ---- | ---- | ---- | ---- | ---- | ---- | ---- |
| Téli olimpiai játékok |      | 3.   |      |      |      | 2.   |      |      |      | 1.   |      |      |
| Világbajnokság        |      | 4.   | 2.   | 2.   | 2.   | 2.   | 1.   | 1.   | 2.   | 1.   |      |      |
| Európa-bajnokság      | 4.   | 3.   | 2.   | 2.   | 2.   |      | 1.   | 1.   | 1.   | 1.   |      |      |
| Profi vb              |      |      |      |      |      |      |      |      |      |      | 2.   | 2.   |